# Effet incrétine
L'effet incrétine est une augmentation de l'insulinémie secondaire à l'administration orale d'une dose de glucose. Cet effet a été mis en évidence par la comparaison de l'administration à des rats d'une dose de glucose par voie orale pour un groupe, et par voie parentérale pour un autre. Le suivi des concentrations sanguines en insuline (monitoring de l'insulinémie) a mis en évidence un pic d'insulinémie environ deux fois supérieur chez le groupe ayant eu la dose de glucose par voie orale. La découverte de cet effet a ensuite été relié à la découverte des hormones qui en sont responsables, les incrétines ou gluco-incrétines, qui sont sécrétées par des cellules intestinales.
Ces découvertes ont permis à la recherche d'aboutir à la synthèse de deux nouvelles classes d'hypoglycémiants, les incrétinomimétiques (analogues du glucagon-like peptide-1 ou GLP-1) et les inhibiteurs de dipeptidyl peptidase-4, enzyme qui dégrade le GLP-1.